# Josef Rubinstein
Josef Rubinstein, dit aussi Joe Rubinstein (né le 4 juin 1958 en Allemagne) est un dessinateur de bande dessinée américain qui travaille depuis 1975 aux États-Unis pour l'industrie du comic book. Surtout connu comme encreur, il a notamment encré l'intégralité du Official Handbook of the Marvel Universe.

## Prix
- 2003 :  Prix Haxtur de la meilleure histoire courte pour Spiderman : Question d'honneur, dans Spider-Man's Tangled Web (en) no 7 (avec Bruce Jones et Lee Weeks)
- 2004 : Prix Eisner de la meilleure publication humoristique pour Formerly Known as the Justice League (avec Kevin Maguire, Keith Giffen et J.M. DeMatteis)
- 2008 :  Prix Haxtur de la meilleure histoire courte pour Deadman : Death and the Maiden (avec José Luis García-López et Steve Vance)
- 2016 : Temple de la renommée Joe Sinnott, pour son œuvre d'encreur